# Jezioro amiktyczne

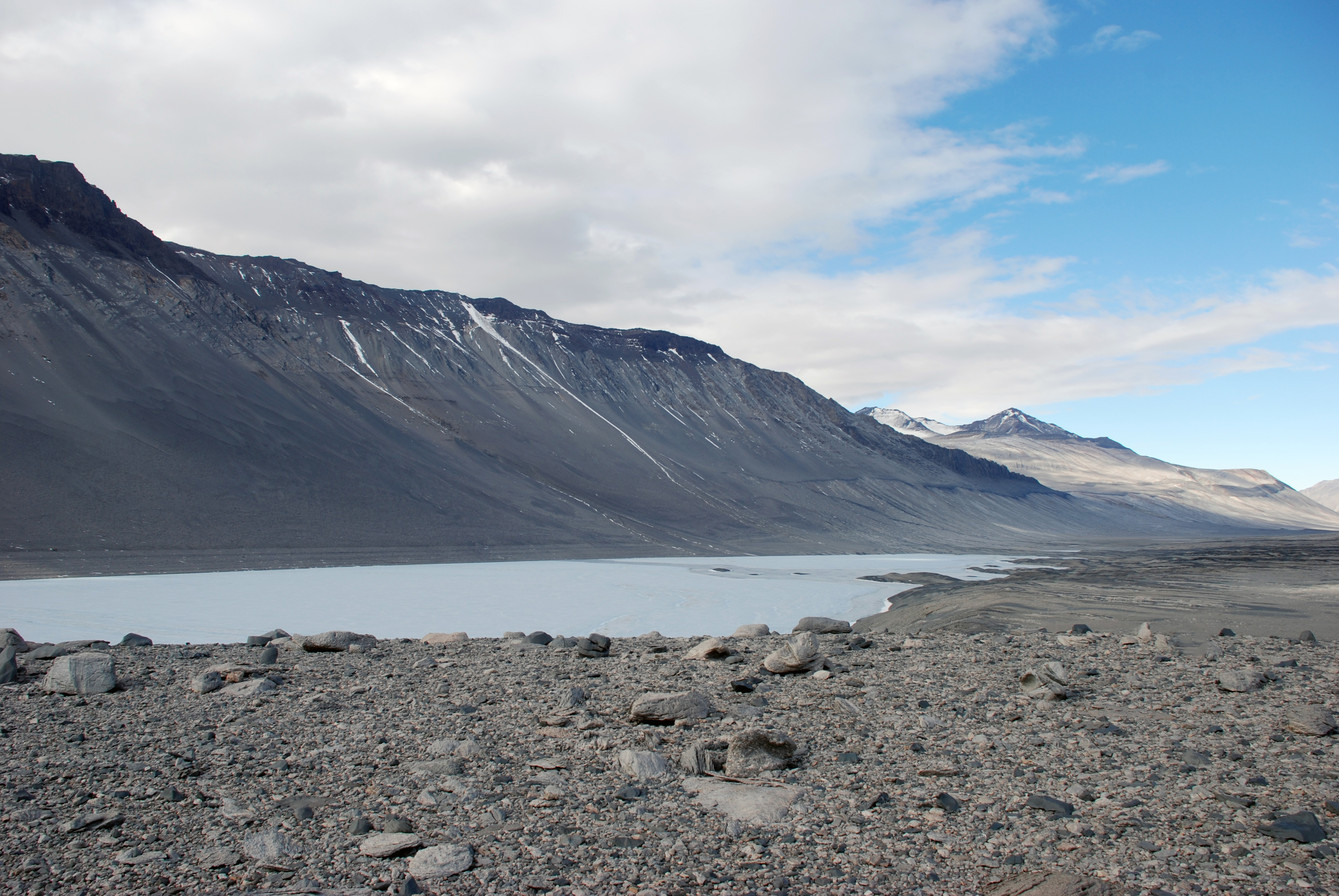
Jezioro Vanda

Jezioro amiktyczne – jezioro przez cały rok pokryte lodem, w którym nie dochodzi do mieszania się wód w całym słupie wody od dna do powierzchni. Jeziora takie występują głównie w Antarktyce, rzadziej w Arktyce  (głównie na Grenlandii) oraz w wysokich górach. 